# Гонсалес де Авила, Хиль (историк)
Хиль Гонса́лес де А́вила (исп. Gil Gonzalez de Ávila, 1577, Авила — 25 апреля 1658, Авила) — испанский историк.
Родился в Старой Кастилии, был иезуитом и каноником в Саламанке, а также и королевским хронографом в Кастилии и Индии.

## Труды
- «Historia de la vida y hechos del rey Don Enrique III de Castilla» (Мадр., 1688);
- «Historia de la vida y hechos del monarca Don Felipe III» (в «Monarquía de España», 3 т., Мадрид, 1770),
- «Historia de Salamanca» (Салам., 1606)
- «Teatro eclesiástico de la prunitiva iglesia de las Indias Occidentales» (2 т., Мадр., 1649—56).

## Источник
- Авила, Жиль Гонзалес // Энциклопедический словарь Брокгауза и Ефрона : в 86 т. (82 т. и 4 доп.). — СПб., 1890—1907.